# Kobbegem

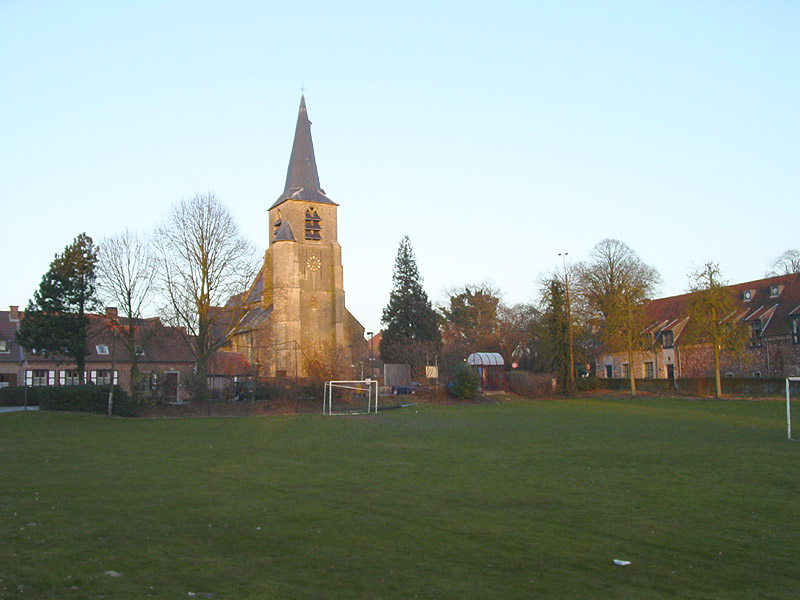
Centrum van Kobbegem

Kobbegem is een dorp in de Belgische provincie Vlaams-Brabant en een deelgemeente van Asse. Kobbegem was een zelfstandige gemeente tot aan de gemeentelijke herindeling op 1 januari 1977.

## Geschiedenis
Onder het ancien régime was Kobbegem een zelfstandige heerlijkheid. Juridisch viel het onder de meierij van Merchtem, in het kwartier van Brussel van het hertogdom Brabant. Na de Franse invasie werd het dorp (toen als Cobbegem aangeduid) als gemeente ingedeeld bij het kanton Merchtem van het Dijledepartement. Kobbegem behield zijn status als zelfstandige gemeente tot 1977, toen het met Asse gefusioneerd werd.

## Bezienswaardigheden
- De Hoeve Torenhof
- De Sint-Gorik en Sint-Magdalenakerk

## Natuur en landschap
Kobbegem ligt op het Brabants Plateau op een hoogte van 47-77 meter.

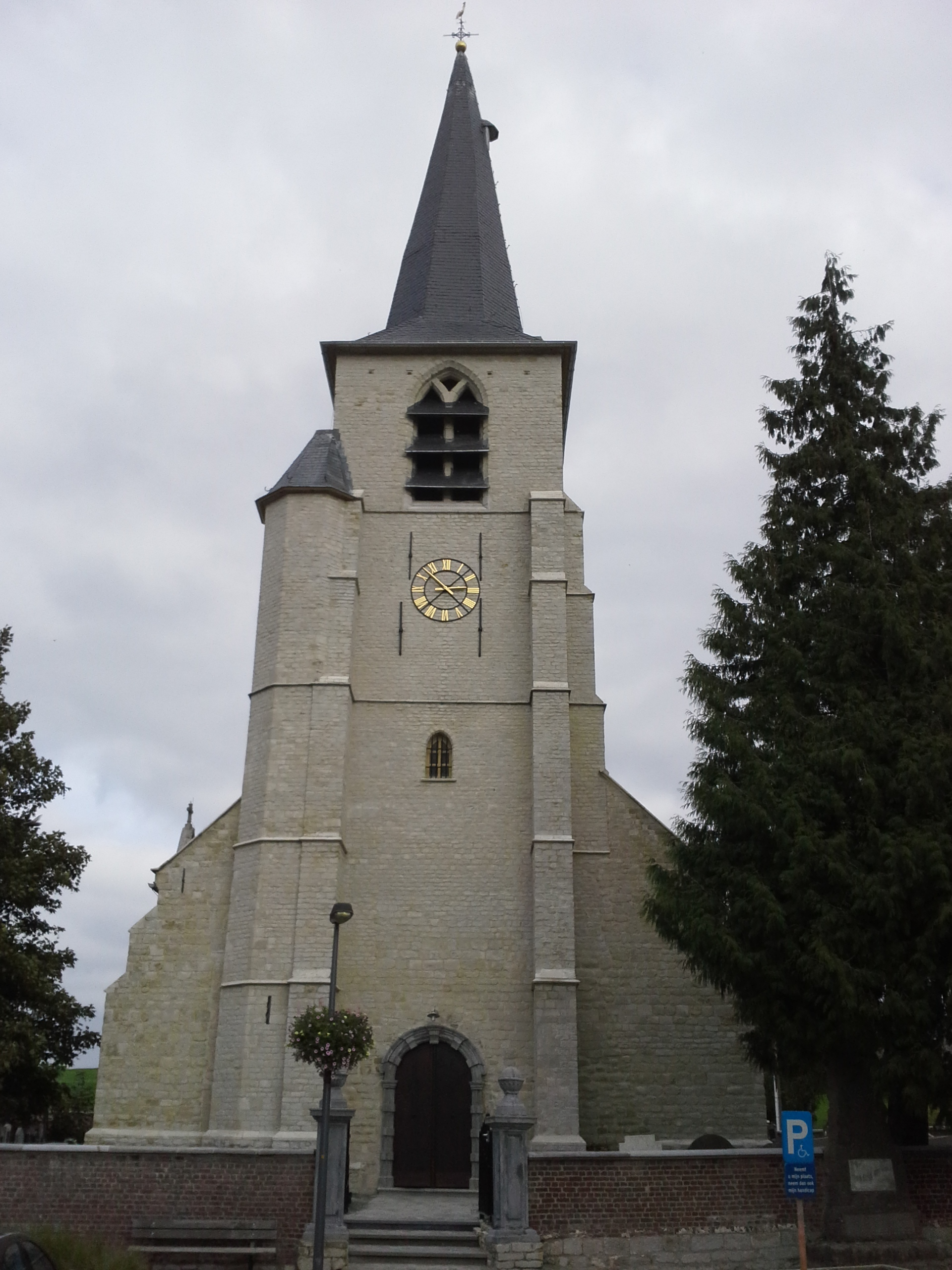
Parochiekerk Sint-Gorik en Magdalena
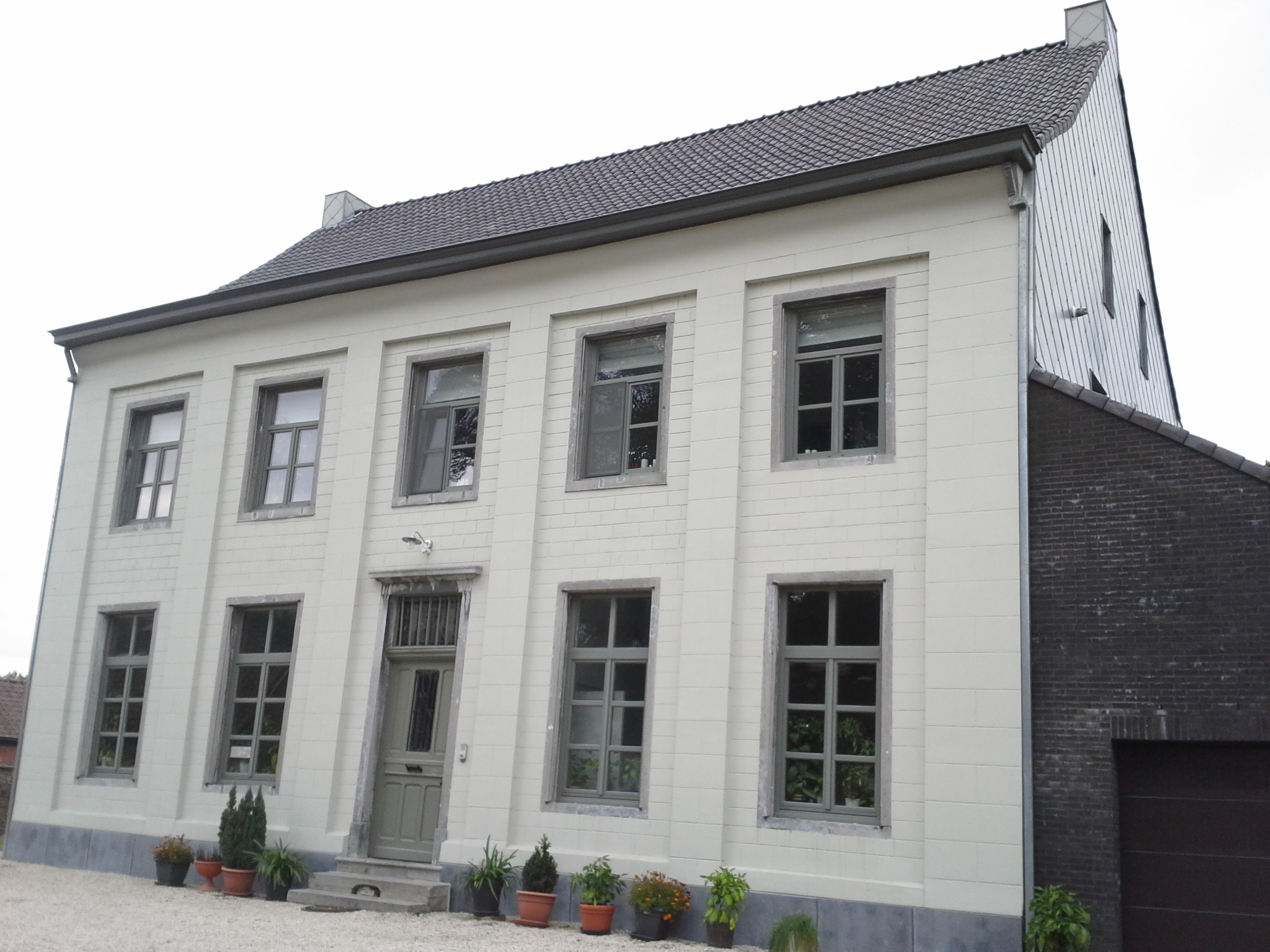
Pastorij
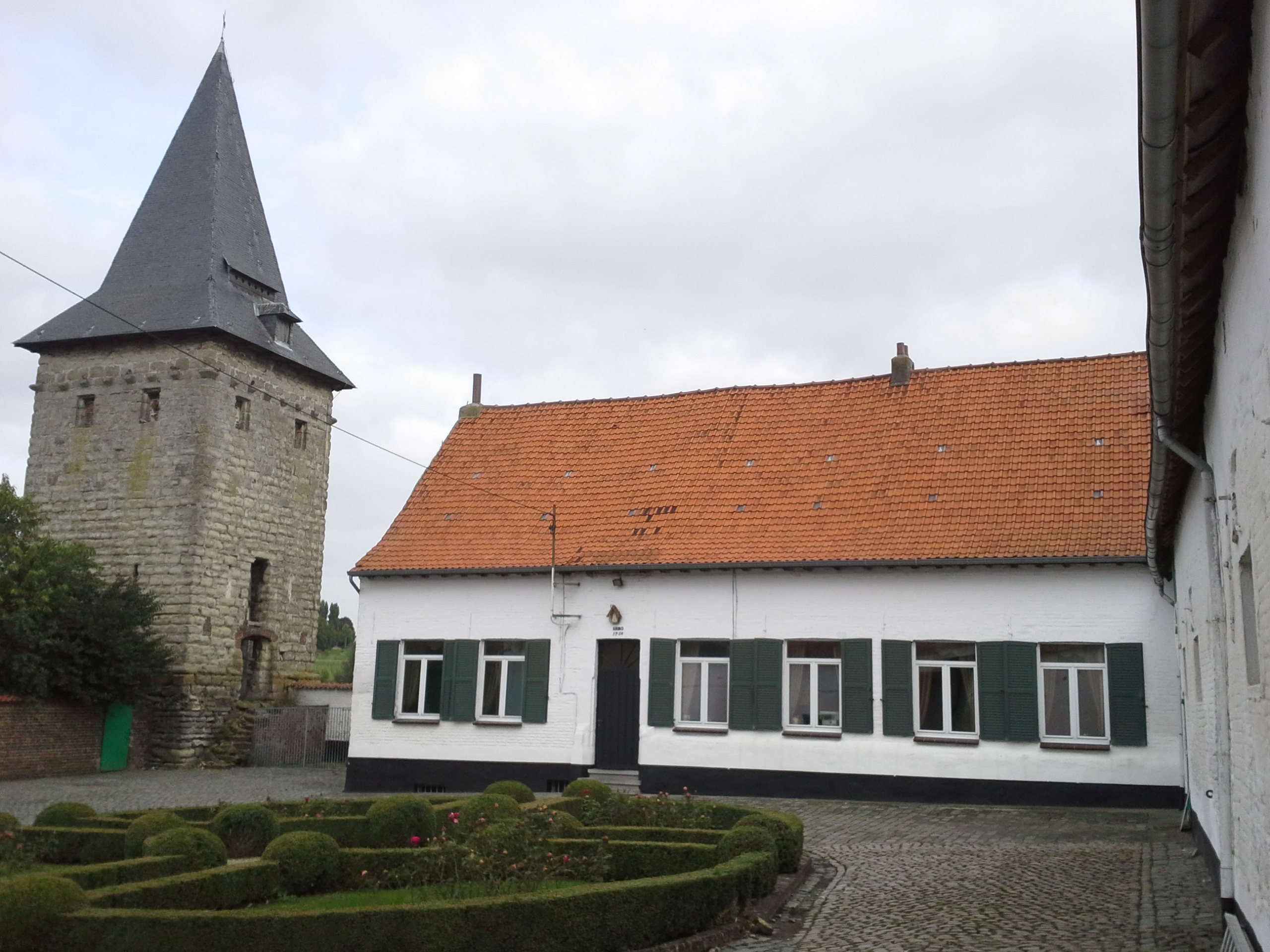
Hoevecomplex Torenhof
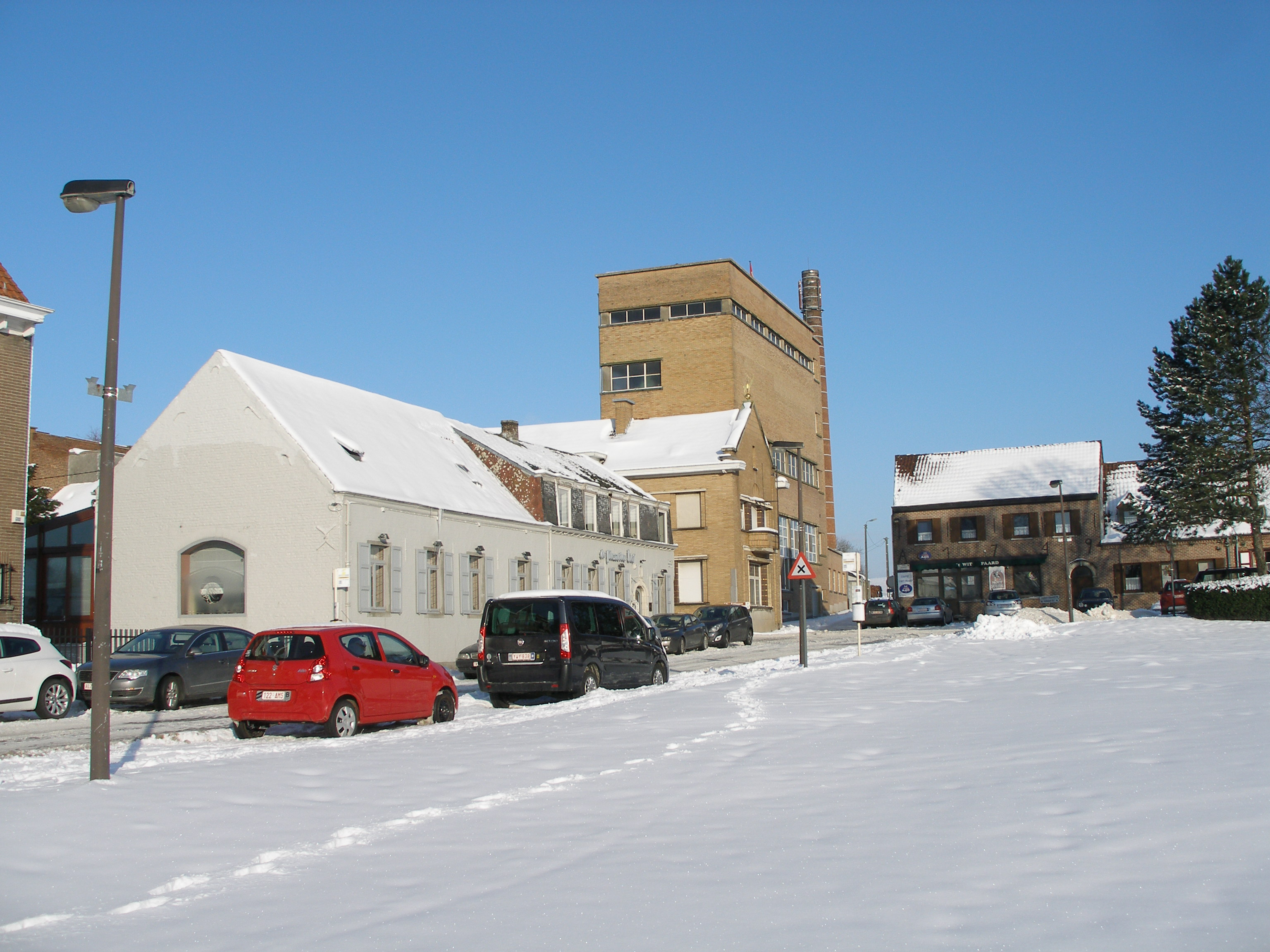
Brouwerij Mort Subite

## Demografische ontwikkeling
- Bronnen:NIS, Opm:1831 tot en met 1970=volkstellingen

## Economie
In het centrum bevindt zich een van de originele lambiek - en geuzebrouwerijen die de rand van Brussel rijk is. De brouwerij van Mort Subite maakt nu deel uit van de Alken-Maes-groep. Nabij de kerk bevindt zich het Kobbegem Hof. Het is een voormalige 17e-eeuwse hoeve die gebruikt wordt voor seminaries en evenementen.
Kobbegem kende enige decennia een concentratie van geschreven pers. In een drukkerij van 1954 bracht De Standaard-groep in de jaren 60 zijn persen onder (Periodica). Na het faillissement in 1976 volgde leegstand, tot uitgeverij J. Hoste NV in 1984 het gebouw overnam. Er kwam een nieuwe rotatiehal waar de kranten en bladen van De Persgroep gedrukt werden. Ook commerciële diensten en redacties verhuisden naar de site, beginnend met Het Laatste Nieuws in 1991. De drukkerij werd in 2014 afgebroken, nadat de productie vanaf 2006 geleidelijk naar Lokeren was overgebracht. De nieuwsredacties verhuizden in 2019 naar Antwerpen.

## Bekende inwoners
- Hans Kusters, platenbaas
- Paul De Keersmaecker (1929-2022), ex-staatssecretaris voor Europese Zaken en Landbouw

## Nabijgelegen kernen
Relegem, Bekkerzeel, Walfergem, Bollebeek